# Olympische Sommerspiele 1952/Basketball
Bei den Olympischen Sommerspielen 1952 in der finnischen Hauptstadt Helsinki wurde ein Wettbewerb im Basketball ausgetragen.

## Qualifikationsrunde
Eine Mannschaft schied aus, sobald sie zwei Spiele verlor.

### Gruppe A
| Rang | Nation    | Spiele | Siege | Ndlg. | Körbe   | Punkte |
| ---- | --------- | ------ | ----- | ----- | ------- | ------ |
| 1    | Bulgarien | 2      | 2     | 0     | 131:114 | 4      |
| 2    | Kuba      | 3      | 2     | 1     | 186:176 | 4      |
| 3    | Belgien   | 3      | 1     | 2     | 173:179 | 2      |
| 4    | Schweiz   | 2      | 0     | 2     | 107:128 | 0      |

| 14. Juli 1952 |                                    | Kuba | 59 – 51              | Belgien | Tennispalatsi, Helsinki Zuschauer: 495 Schiedsrichter: Geza Szilagyi (HUN), Vince Farrell (USA) |
| 14. Juli 1952 | Punkte pro Halbzeit: 31–28, 28–23. |      |                      |         | Tennispalatsi, Helsinki Zuschauer: 495 Schiedsrichter: Geza Szilagyi (HUN), Vince Farrell (USA) |
| 14. Juli 1952 | Punkte: López 17                   |      | Punkte: Roosemont 10 |         | Tennispalatsi, Helsinki Zuschauer: 495 Schiedsrichter: Geza Szilagyi (HUN), Vince Farrell (USA) |
| 14. Juli 1952 |                                    |      |                      |         | Tennispalatsi, Helsinki Zuschauer: 495 Schiedsrichter: Geza Szilagyi (HUN), Vince Farrell (USA) |

| 14. Juli 1952 |                                    | Bulgarien | 69 – 58             | Schweiz | Tennispalatsi, Helsinki Zuschauer: 657 Schiedsrichter: Abdel Azim Ashry (EGY), Pietro Reverberi (ITA) |
| 14. Juli 1952 | Punkte pro Halbzeit: 30–22, 39–36. |           |                     |         | Tennispalatsi, Helsinki Zuschauer: 657 Schiedsrichter: Abdel Azim Ashry (EGY), Pietro Reverberi (ITA) |
| 14. Juli 1952 | Punkte: Kusow 22                   |           | Punkte: Albrecht 16 |         | Tennispalatsi, Helsinki Zuschauer: 657 Schiedsrichter: Abdel Azim Ashry (EGY), Pietro Reverberi (ITA) |
| 14. Juli 1952 |                                    |           |                     |         | Tennispalatsi, Helsinki Zuschauer: 657 Schiedsrichter: Abdel Azim Ashry (EGY), Pietro Reverberi (ITA) |

| 15. Juli 1952 : Uhr |                                    | Belgien | 59 – 49             | Schweiz | Tennispalatsi, Helsinki Zuschauer: 459 Schiedsrichter: Chong Kyung (KOR), Porto (BRA) |
| 15. Juli 1952 : Uhr | Punkte pro Halbzeit: 33–25, 26–24. |         |                     |         | Tennispalatsi, Helsinki Zuschauer: 459 Schiedsrichter: Chong Kyung (KOR), Porto (BRA) |
| 15. Juli 1952 : Uhr | Punkte: Crick 23                   |         | Punkte: Albrecht 14 |         | Tennispalatsi, Helsinki Zuschauer: 459 Schiedsrichter: Chong Kyung (KOR), Porto (BRA) |
| 15. Juli 1952 : Uhr |                                    |         |                     |         | Tennispalatsi, Helsinki Zuschauer: 459 Schiedsrichter: Chong Kyung (KOR), Porto (BRA) |

| 17. Juli 1952 |                                    | Bulgarien | 62 – 56             | Kuba | Tennispalatsi, Helsinki Zuschauer: 369 Schiedsrichter: Abdel Azim Ashry (EGY), Gualtiero Follati (ITA) |
| 17. Juli 1952 | Punkte pro Halbzeit: 29–30, 33–26. |           |                     |      | Tennispalatsi, Helsinki Zuschauer: 369 Schiedsrichter: Abdel Azim Ashry (EGY), Gualtiero Follati (ITA) |
| 17. Juli 1952 | Punkte: Kusow 19                   |           | Punkte: Quintero 19 |      | Tennispalatsi, Helsinki Zuschauer: 369 Schiedsrichter: Abdel Azim Ashry (EGY), Gualtiero Follati (ITA) |
| 17. Juli 1952 |                                    |           |                     |      | Tennispalatsi, Helsinki Zuschauer: 369 Schiedsrichter: Abdel Azim Ashry (EGY), Gualtiero Follati (ITA) |

| 18. Juli 1952 |                                    | Kuba | 71 – 63              | Belgien | Tennispalatsi, Helsinki Zuschauer: 483 Schiedsrichter: Vince Farrell (USA), Wladimir Kostin (URS) |
| 18. Juli 1952 | Punkte pro Halbzeit: 42–34, 29–29. |      |                      |         | Tennispalatsi, Helsinki Zuschauer: 483 Schiedsrichter: Vince Farrell (USA), Wladimir Kostin (URS) |
| 18. Juli 1952 | Punkte: de la Pozas, Quintero 13   |      | Punkte: Roosemont 13 |         | Tennispalatsi, Helsinki Zuschauer: 483 Schiedsrichter: Vince Farrell (USA), Wladimir Kostin (URS) |
| 18. Juli 1952 |                                    |      |                      |         | Tennispalatsi, Helsinki Zuschauer: 483 Schiedsrichter: Vince Farrell (USA), Wladimir Kostin (URS) |

### Gruppe B

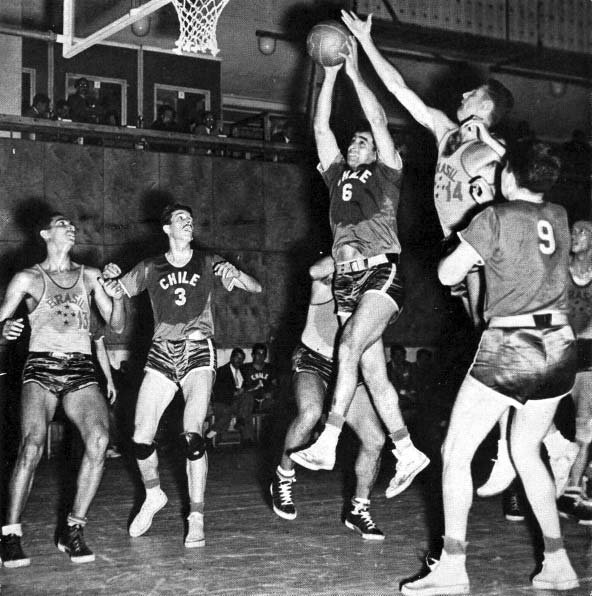
Szene aus dem Spiel
Chile gegen Brasilien

| Rang | Nation       | Spiele | Siege | Ndlg. | Körbe   | Punkte |
| ---- | ------------ | ------ | ----- | ----- | ------- | ------ |
| 1    | Philippinen  | 2      | 2     | 0     | 105:820 | 4      |
| 2    | Ungarn       | 3      | 2     | 1     | 157:130 | 4      |
| 3    | Griechenland | 3      | 1     | 2     | 136:174 | 2      |
| 4    | Israel       | 2      | 0     | 2     | 099:111 | 0      |

| 14. Juli 1952 |                                    | Ungarn | 75 – 38              | Griechenland | Tennispalatsi, Helsinki Zuschauer: 495 Schiedsrichter: Abdel Moneim Wahibi (EGY), Gualtiero Follati (ITA) |
| 14. Juli 1952 | Punkte pro Halbzeit: 37–21, 38–17. |        |                      |              | Tennispalatsi, Helsinki Zuschauer: 495 Schiedsrichter: Abdel Moneim Wahibi (EGY), Gualtiero Follati (ITA) |
| 14. Juli 1952 | Punkte: Bánhegyi, Papp 15          |        | Punkte: Matthaiou 15 |              | Tennispalatsi, Helsinki Zuschauer: 495 Schiedsrichter: Abdel Moneim Wahibi (EGY), Gualtiero Follati (ITA) |
| 14. Juli 1952 |                                    |        |                      |              | Tennispalatsi, Helsinki Zuschauer: 495 Schiedsrichter: Abdel Moneim Wahibi (EGY), Gualtiero Follati (ITA) |

| 14. Juli 1952 |                                    | Philippinen | 57 – 47        | Israel | Tennispalatsi, Helsinki Schiedsrichter: Ilmari Aro (FIN), Katerinsky (BUL) |
| 14. Juli 1952 | Punkte pro Halbzeit: 29–27, 28–20. |             |                |        | Tennispalatsi, Helsinki Schiedsrichter: Ilmari Aro (FIN), Katerinsky (BUL) |
| 14. Juli 1952 | Punkte: Loyzaga 20                 |             | Punkte: Levy 9 |        | Tennispalatsi, Helsinki Schiedsrichter: Ilmari Aro (FIN), Katerinsky (BUL) |
| 14. Juli 1952 |                                    |             |                |        | Tennispalatsi, Helsinki Schiedsrichter: Ilmari Aro (FIN), Katerinsky (BUL) |

| 15. Juli 1952 |                                    | Griechenland | 54 – 52            | Israel | Tennispalatsi, Helsinki Zuschauer: 394 Schiedsrichter: Pietro Reverberi (ITA), Vince Farrell (USA) |
| 15. Juli 1952 | Punkte pro Halbzeit: 27–35, 27–17. |              |                    |        | Tennispalatsi, Helsinki Zuschauer: 394 Schiedsrichter: Pietro Reverberi (ITA), Vince Farrell (USA) |
| 15. Juli 1952 | Punkte: Matthaiou 12               |              | Punkte: Shneior 12 |        | Tennispalatsi, Helsinki Zuschauer: 394 Schiedsrichter: Pietro Reverberi (ITA), Vince Farrell (USA) |
| 15. Juli 1952 |                                    |              |                    |        | Tennispalatsi, Helsinki Zuschauer: 394 Schiedsrichter: Pietro Reverberi (ITA), Vince Farrell (USA) |

| 17. Juli 1952 |                                    | Philippinen | 48 – 35           | Ungarn | Tennispalatsi, Helsinki Zuschauer: 961 Schiedsrichter: Barros (CHI), Yakovos Bilek (TUR) |
| 17. Juli 1952 | Punkte pro Halbzeit: 26–19, 22–16. |             |                   |        | Tennispalatsi, Helsinki Zuschauer: 961 Schiedsrichter: Barros (CHI), Yakovos Bilek (TUR) |
| 17. Juli 1952 | Punkte: Loyzaga 13                 |             | Punkte: Zsíros 14 |        | Tennispalatsi, Helsinki Zuschauer: 961 Schiedsrichter: Barros (CHI), Yakovos Bilek (TUR) |
| 17. Juli 1952 |                                    |             |                   |        | Tennispalatsi, Helsinki Zuschauer: 961 Schiedsrichter: Barros (CHI), Yakovos Bilek (TUR) |

| 18. Juli 1952 |                                    | Ungarn | 47 – 44              | Griechenland | Tennispalatsi, Helsinki Zuschauer: 621 Schiedsrichter: Abdel Moneim Wahibi (EGY), Pietro Reverberi (ITA) |
| 18. Juli 1952 | Punkte pro Halbzeit: 31–23, 16–21. |        |                      |              | Tennispalatsi, Helsinki Zuschauer: 621 Schiedsrichter: Abdel Moneim Wahibi (EGY), Pietro Reverberi (ITA) |
| 18. Juli 1952 | Punkte: Zsíros 13                  |        | Punkte: Matthaiou 11 |              | Tennispalatsi, Helsinki Zuschauer: 621 Schiedsrichter: Abdel Moneim Wahibi (EGY), Pietro Reverberi (ITA) |
| 18. Juli 1952 |                                    |        |                      |              | Tennispalatsi, Helsinki Zuschauer: 621 Schiedsrichter: Abdel Moneim Wahibi (EGY), Pietro Reverberi (ITA) |

### Gruppe C

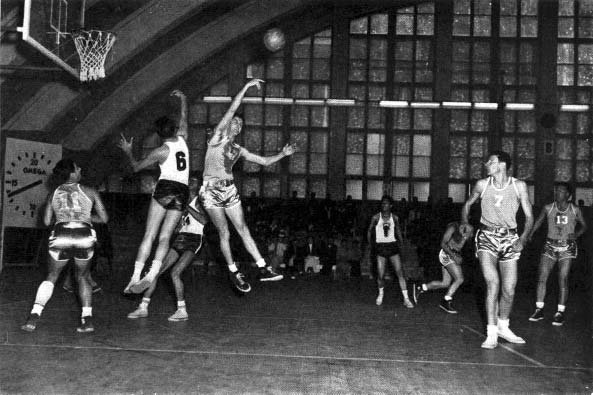
Szene aus dem Spiel
Argentinien gegen Philippinen

| Rang | Nation   | Spiele | Siege | Ndlg. | Körbe   | Punkte |
| ---- | -------- | ------ | ----- | ----- | ------- | ------ |
| 1    | Kanada   | 3      | 3     | 0     | 203:165 | 6      |
| 2    | Ägypten  | 3      | 2     | 1     | 187:170 | 4      |
| 3    | Italien  | 4      | 2     | 2     | 221:210 | 4      |
| 4    | Türkei   | 2      | 0     | 2     | 082:113 | 0      |
| 5    | Rumänien | 2      | 0     | 2     | 090:125 | 0      |

| 14. Juli 1952 |                                    | Kanada | 68 – 57              | Italien | Tennispalatsi, Helsinki Zuschauer: 495 Schiedsrichter: Raymond Gérard (BEL), Porto (BRA) |
| 14. Juli 1952 | Punkte pro Halbzeit: 35–25, 33–32. |        |                      |         | Tennispalatsi, Helsinki Zuschauer: 495 Schiedsrichter: Raymond Gérard (BEL), Porto (BRA) |
| 14. Juli 1952 | Punkte: Pickell 13                 |        | Punkte: Stefanini 13 |         | Tennispalatsi, Helsinki Zuschauer: 495 Schiedsrichter: Raymond Gérard (BEL), Porto (BRA) |
| 14. Juli 1952 |                                    |        |                      |         | Tennispalatsi, Helsinki Zuschauer: 495 Schiedsrichter: Raymond Gérard (BEL), Porto (BRA) |

| 14. Juli 1952 |                                    | Ägypten | 64 – 45          | Türkei | Tennispalatsi, Helsinki Zuschauer: 657 Schiedsrichter: Chong Kyung (KOR), Ernesto Lastra (ARG) |
| 14. Juli 1952 | Punkte pro Halbzeit: 27–18, 37–27. |         |                  |        | Tennispalatsi, Helsinki Zuschauer: 657 Schiedsrichter: Chong Kyung (KOR), Ernesto Lastra (ARG) |
| 14. Juli 1952 | Punkte: Montassir 21               |         | Punkte: Granit 9 |        | Tennispalatsi, Helsinki Zuschauer: 657 Schiedsrichter: Chong Kyung (KOR), Ernesto Lastra (ARG) |
| 14. Juli 1952 |                                    |         |                  |        | Tennispalatsi, Helsinki Zuschauer: 657 Schiedsrichter: Chong Kyung (KOR), Ernesto Lastra (ARG) |

| 15. Juli 1952 |                                    | Kanada | 72 – 51            | Rumänien | Tennispalatsi, Helsinki Zuschauer: 394 Schiedsrichter: Barros (CHI), Raymond Gérard (BEL) |
| 15. Juli 1952 | Punkte pro Halbzeit: 28–21, 44–30. |        |                    |          | Tennispalatsi, Helsinki Zuschauer: 394 Schiedsrichter: Barros (CHI), Raymond Gérard (BEL) |
| 15. Juli 1952 | Punkte: Wade 24                    |        | Punkte: Folbert 13 |          | Tennispalatsi, Helsinki Zuschauer: 394 Schiedsrichter: Barros (CHI), Raymond Gérard (BEL) |
| 15. Juli 1952 |                                    |        |                    |          | Tennispalatsi, Helsinki Zuschauer: 394 Schiedsrichter: Barros (CHI), Raymond Gérard (BEL) |

| 15. Juli 1952 |                                    | Italien | 49 – 37           | Türkei | Tennispalatsi, Helsinki Zuschauer: 459 Schiedsrichter: Ernesto Lastra (ARG), Geza Szilagyi (HUN) |
| 15. Juli 1952 | Punkte pro Halbzeit: 24–16, 25–21. |         |                   |        | Tennispalatsi, Helsinki Zuschauer: 459 Schiedsrichter: Ernesto Lastra (ARG), Geza Szilagyi (HUN) |
| 15. Juli 1952 | Punkte: Canna 11                   |         | Punkte: Granit 15 |        | Tennispalatsi, Helsinki Zuschauer: 459 Schiedsrichter: Ernesto Lastra (ARG), Geza Szilagyi (HUN) |
| 15. Juli 1952 |                                    |         |                   |        | Tennispalatsi, Helsinki Zuschauer: 459 Schiedsrichter: Ernesto Lastra (ARG), Geza Szilagyi (HUN) |

| 17. Juli 1952 |                                    | Italien | 53 – 39            | Rumänien | Tennispalatsi, Helsinki Zuschauer: 369 Schiedsrichter: Henry Framelius (FIN), Vince Farrell (USA) |
| 17. Juli 1952 | Punkte pro Halbzeit: 19–26, 34–13. |         |                    |          | Tennispalatsi, Helsinki Zuschauer: 369 Schiedsrichter: Henry Framelius (FIN), Vince Farrell (USA) |
| 17. Juli 1952 | Punkte: Stefanini 22               |         | Punkte: Folbert 12 |          | Tennispalatsi, Helsinki Zuschauer: 369 Schiedsrichter: Henry Framelius (FIN), Vince Farrell (USA) |
| 17. Juli 1952 |                                    |         |                    |          | Tennispalatsi, Helsinki Zuschauer: 369 Schiedsrichter: Henry Framelius (FIN), Vince Farrell (USA) |

| 17. Juli 1952 |                                    | Kanada | 63 – 57              | Ägypten | Tennispalatsi, Helsinki Zuschauer: 961 Schiedsrichter: Ernesto Lastra (ARG), Porto (BRA) |
| 17. Juli 1952 | Punkte pro Halbzeit: 38–31, 25–26. |        |                      |         | Tennispalatsi, Helsinki Zuschauer: 961 Schiedsrichter: Ernesto Lastra (ARG), Porto (BRA) |
| 17. Juli 1952 | Punkte: Coulthard 17               |        | Punkte: Montassir 11 |         | Tennispalatsi, Helsinki Zuschauer: 961 Schiedsrichter: Ernesto Lastra (ARG), Porto (BRA) |
| 17. Juli 1952 |                                    |        |                      |         | Tennispalatsi, Helsinki Zuschauer: 961 Schiedsrichter: Ernesto Lastra (ARG), Porto (BRA) |

| 18. Juli 1952 |                                    | Ägypten | 66 – 62              | Italien | Tennispalatsi, Helsinki Zuschauer: 621 Schiedsrichter: Chong Kyung (KOR), Vince Farrell (USA) |
| 18. Juli 1952 | Punkte pro Halbzeit: 25–27, 41–35. |         |                      |         | Tennispalatsi, Helsinki Zuschauer: 621 Schiedsrichter: Chong Kyung (KOR), Vince Farrell (USA) |
| 18. Juli 1952 | Punkte: Youssef 28                 |         | Punkte: Stefanini 15 |         | Tennispalatsi, Helsinki Zuschauer: 621 Schiedsrichter: Chong Kyung (KOR), Vince Farrell (USA) |
| 18. Juli 1952 |                                    |         |                      |         | Tennispalatsi, Helsinki Zuschauer: 621 Schiedsrichter: Chong Kyung (KOR), Vince Farrell (USA) |

## Hauptrunde
Die jeweiligen beiden Gruppenersten qualifizierten sich für das Viertelfinale.

### Gruppe A
| Rang | Nation             | Siege | Ndlg. | Körbe   | Diff. | Punkte |
| ---- | ------------------ | ----- | ----- | ------- | ----- | ------ |
| 1    | Vereinigte Staaten | 3     | 0     | 195:139 | +56   | 6      |
| 2    | Uruguay            | 2     | 1     | 167:164 | +3    | 4      |
| 3    | Tschechoslowakei   | 1     | 2     | 161:164 | −3    | 2      |
| 4    | Ungarn             | 0     | 3     | 143:199 | −56   | 0      |

| 25. Juli 1952 10:30 Uhr |                                    | Vereinigte Staaten | 66 – 48           | Ungarn | Tennispalatsi, Helsinki Zuschauer: 230 Schiedsrichter: Abdel Moneim Wahibi (EGY), François Van der Perren (BEL) |
| 25. Juli 1952 10:30 Uhr | Punkte pro Halbzeit: 37–23, 29–25. |                    |                   |        | Tennispalatsi, Helsinki Zuschauer: 230 Schiedsrichter: Abdel Moneim Wahibi (EGY), François Van der Perren (BEL) |
| 25. Juli 1952 10:30 Uhr | Punkte: Pippin 13                  |                    | Punkte: Czinkán 9 |        | Tennispalatsi, Helsinki Zuschauer: 230 Schiedsrichter: Abdel Moneim Wahibi (EGY), François Van der Perren (BEL) |
| 25. Juli 1952 10:30 Uhr |                                    |                    |                   |        | Tennispalatsi, Helsinki Zuschauer: 230 Schiedsrichter: Abdel Moneim Wahibi (EGY), François Van der Perren (BEL) |

| 25. Juli 1952 |                                    | Uruguay | 53 – 51           | Tschechoslowakei | Tennispalatsi, Helsinki Zuschauer: 230 Schiedsrichter: Porto (BRA), Wladimir Kostin (URS) |
| 25. Juli 1952 | Punkte pro Halbzeit: 32–32, 21–19. |         |                   |                  | Tennispalatsi, Helsinki Zuschauer: 230 Schiedsrichter: Porto (BRA), Wladimir Kostin (URS) |
| 25. Juli 1952 | Punkte: Lombardo 24                |         | Punkte: Mrázek 27 |                  | Tennispalatsi, Helsinki Zuschauer: 230 Schiedsrichter: Porto (BRA), Wladimir Kostin (URS) |
| 25. Juli 1952 |                                    |         |                   |                  | Tennispalatsi, Helsinki Zuschauer: 230 Schiedsrichter: Porto (BRA), Wladimir Kostin (URS) |

| 26. Juli 1952 |                                    | Uruguay | 70 – 56              | Ungarn | Tennispalatsi, Helsinki Zuschauer: 1286 Schiedsrichter: André Siener (FRA), Gualtiero Follati (ITA) |
| 26. Juli 1952 | Punkte pro Halbzeit: 36–34, 34–23. |         |                      |        | Tennispalatsi, Helsinki Zuschauer: 1286 Schiedsrichter: André Siener (FRA), Gualtiero Follati (ITA) |
| 26. Juli 1952 | Punkte: Lombardo 14                |         | Punkte: Greminger 11 |        | Tennispalatsi, Helsinki Zuschauer: 1286 Schiedsrichter: André Siener (FRA), Gualtiero Follati (ITA) |
| 26. Juli 1952 |                                    |         |                      |        | Tennispalatsi, Helsinki Zuschauer: 1286 Schiedsrichter: André Siener (FRA), Gualtiero Follati (ITA) |

| 26. Juli 1952 12:00 Uhr |                                    | Vereinigte Staaten | 72 – 47           | Tschechoslowakei | Tennispalatsi, Helsinki Zuschauer: 1286 Schiedsrichter: Abdel Azim Ashry (EGY), Pietro Reverberi (ITA) |
| 26. Juli 1952 12:00 Uhr | Punkte pro Halbzeit: 35–21, 37–26. |                    |                   |                  | Tennispalatsi, Helsinki Zuschauer: 1286 Schiedsrichter: Abdel Azim Ashry (EGY), Pietro Reverberi (ITA) |
| 26. Juli 1952 12:00 Uhr | Punkte: Kurland 14                 |                    | Punkte: Mrázek 15 |                  | Tennispalatsi, Helsinki Zuschauer: 1286 Schiedsrichter: Abdel Azim Ashry (EGY), Pietro Reverberi (ITA) |
| 26. Juli 1952 12:00 Uhr |                                    |                    |                   |                  | Tennispalatsi, Helsinki Zuschauer: 1286 Schiedsrichter: Abdel Azim Ashry (EGY), Pietro Reverberi (ITA) |

| 27. Juli 1952 |                                    | Tschechoslowakei | 63 – 39         | Ungarn | Tennispalatsi, Helsinki Zuschauer: 1423 Schiedsrichter: François Van der Perren (BEL), Sergey Sinyakov (URS) |
| 27. Juli 1952 | Punkte pro Halbzeit: 34–23, 29–16. |                  |                 |        | Tennispalatsi, Helsinki Zuschauer: 1423 Schiedsrichter: François Van der Perren (BEL), Sergey Sinyakov (URS) |
| 27. Juli 1952 | Punkte: Mrázek 24                  |                  | Punkte: Papp 10 |        | Tennispalatsi, Helsinki Zuschauer: 1423 Schiedsrichter: François Van der Perren (BEL), Sergey Sinyakov (URS) |
| 27. Juli 1952 |                                    |                  |                 |        | Tennispalatsi, Helsinki Zuschauer: 1423 Schiedsrichter: François Van der Perren (BEL), Sergey Sinyakov (URS) |

| 27. Juli 1952 |                                    | Vereinigte Staaten | 57 – 44           | Uruguay | Tennispalatsi, Helsinki Zuschauer: 1332 Schiedsrichter: André Siener (FRA), Ernest Chuard (SUI) |
| 27. Juli 1952 | Punkte pro Halbzeit: 32–27, 25–17. |                    |                   |         | Tennispalatsi, Helsinki Zuschauer: 1332 Schiedsrichter: André Siener (FRA), Ernest Chuard (SUI) |
| 27. Juli 1952 | Punkte: Kurland 21                 |                    | Punkte: Baliño 17 |         | Tennispalatsi, Helsinki Zuschauer: 1332 Schiedsrichter: André Siener (FRA), Ernest Chuard (SUI) |
| 27. Juli 1952 |                                    |                    |                   |         | Tennispalatsi, Helsinki Zuschauer: 1332 Schiedsrichter: André Siener (FRA), Ernest Chuard (SUI) |

### Gruppe B
| Rang | Nation      | Siege | Ndlg. | Körbe   | Diff. | Punkte |
| ---- | ----------- | ----- | ----- | ------- | ----- | ------ |
| 1    | Sowjetunion | 3     | 0     | 192:143 | +49   | 6      |
| 2    | Bulgarien   | 2     | 1     | 163:182 | −19   | 4      |
| 3    | Mexiko      | 1     | 2     | 172:171 | +1    | 2      |
| 4    | Finnland    | 0     | 3     | 147:178 | −31   | 0      |

| 25. Juli 1952 |                                    | Sowjetunion | 74 – 46         | Bulgarien | Tennispalatsi, Helsinki Zuschauer: 230 Schiedsrichter: Jaroslav Pošvář (TCH), Pietro Reverberi (ITA) |
| 25. Juli 1952 | Punkte pro Halbzeit: 38–21, 36–25. |             |                 |           | Tennispalatsi, Helsinki Zuschauer: 230 Schiedsrichter: Jaroslav Pošvář (TCH), Pietro Reverberi (ITA) |
| 25. Juli 1952 | Punkte: Butautas 12                |             | Punkte: Sawow 8 |           | Tennispalatsi, Helsinki Zuschauer: 230 Schiedsrichter: Jaroslav Pošvář (TCH), Pietro Reverberi (ITA) |
| 25. Juli 1952 |                                    |             |                 |           | Tennispalatsi, Helsinki Zuschauer: 230 Schiedsrichter: Jaroslav Pošvář (TCH), Pietro Reverberi (ITA) |

| 25. Juli 1952 |                                    | Mexiko | 66 – 48                       | Finnland | Tennispalatsi, Helsinki Zuschauer: 1186 Schiedsrichter: André Siener (FRA), Turgut Atakol (TUR) |
| 25. Juli 1952 | Punkte pro Halbzeit: 36–21, 30–27. |        |                               |          | Tennispalatsi, Helsinki Zuschauer: 1186 Schiedsrichter: André Siener (FRA), Turgut Atakol (TUR) |
| 25. Juli 1952 | Punkte: Meneses 14                 |        | Punkte: Lindholm, Suviranta 9 |          | Tennispalatsi, Helsinki Zuschauer: 1186 Schiedsrichter: André Siener (FRA), Turgut Atakol (TUR) |
| 25. Juli 1952 |                                    |        |                               |          | Tennispalatsi, Helsinki Zuschauer: 1186 Schiedsrichter: André Siener (FRA), Turgut Atakol (TUR) |

| 25. Juli 1952 |                                    | Bulgarien | 52 – 44             | Mexiko | Tennispalatsi, Helsinki Zuschauer: 1286 Schiedsrichter: Ernesto Lastra (ARG), Geza Szilagyi (HUN) |
| 25. Juli 1952 | Punkte pro Halbzeit: 27–16, 25–28. |           |                     |        | Tennispalatsi, Helsinki Zuschauer: 1286 Schiedsrichter: Ernesto Lastra (ARG), Geza Szilagyi (HUN) |
| 25. Juli 1952 | Punkte: Kusow 19                   |           | Punkte: Guerrero 10 |        | Tennispalatsi, Helsinki Zuschauer: 1286 Schiedsrichter: Ernesto Lastra (ARG), Geza Szilagyi (HUN) |
| 25. Juli 1952 |                                    |           |                     |        | Tennispalatsi, Helsinki Zuschauer: 1286 Schiedsrichter: Ernesto Lastra (ARG), Geza Szilagyi (HUN) |

| 25. Juli 1952 |                                    | Sowjetunion | 47 – 35             | Finnland | Tennispalatsi, Helsinki Zuschauer: 1286 Schiedsrichter: Abdel Moneim Wahibi (EGY), François Van der Perren (BEL) |
| 25. Juli 1952 | Punkte pro Halbzeit: 23–14, 24–21. |             |                     |          | Tennispalatsi, Helsinki Zuschauer: 1286 Schiedsrichter: Abdel Moneim Wahibi (EGY), François Van der Perren (BEL) |
| 25. Juli 1952 | Punkte: Korkia 25                  |             | Punkte: Suviranta 7 |          | Tennispalatsi, Helsinki Zuschauer: 1286 Schiedsrichter: Abdel Moneim Wahibi (EGY), François Van der Perren (BEL) |
| 25. Juli 1952 |                                    |             |                     |          | Tennispalatsi, Helsinki Zuschauer: 1286 Schiedsrichter: Abdel Moneim Wahibi (EGY), François Van der Perren (BEL) |

| 27. Juli 1952 |                                    | Bulgarien | 65 – 64            | Finnland | Tennispalatsi, Helsinki Zuschauer: 1423 Schiedsrichter: Abdel Moneim Wahibi (EGY), Ernesto Lastra (ARG) |
| 27. Juli 1952 | Punkte pro Halbzeit: 31–30, 34–34. |           |                    |          | Tennispalatsi, Helsinki Zuschauer: 1423 Schiedsrichter: Abdel Moneim Wahibi (EGY), Ernesto Lastra (ARG) |
| 27. Juli 1952 | Punkte: Dontschew 18               |           | Punkte: Salonen 20 |          | Tennispalatsi, Helsinki Zuschauer: 1423 Schiedsrichter: Abdel Moneim Wahibi (EGY), Ernesto Lastra (ARG) |
| 27. Juli 1952 |                                    |           |                    |          | Tennispalatsi, Helsinki Zuschauer: 1423 Schiedsrichter: Abdel Moneim Wahibi (EGY), Ernesto Lastra (ARG) |

| 27. Juli 1952 |                                    | Sowjetunion | 71 – 62            | Mexiko | Tennispalatsi, Helsinki Zuschauer: 1332 Schiedsrichter: Pietro Reverberi (ITA), Turgut Atakol (TUR) |
| 27. Juli 1952 | Punkte pro Halbzeit: 38–29, 33–33. |             |                    |        | Tennispalatsi, Helsinki Zuschauer: 1332 Schiedsrichter: Pietro Reverberi (ITA), Turgut Atakol (TUR) |
| 27. Juli 1952 | Punkte: Korkia 25                  |             | Punkte: Almanza 14 |        | Tennispalatsi, Helsinki Zuschauer: 1332 Schiedsrichter: Pietro Reverberi (ITA), Turgut Atakol (TUR) |
| 27. Juli 1952 |                                    |             |                    |        | Tennispalatsi, Helsinki Zuschauer: 1332 Schiedsrichter: Pietro Reverberi (ITA), Turgut Atakol (TUR) |

### Gruppe C
| Rang | Nation      | Siege | Ndlg. | Körbe   | Diff. | Punkte |
| ---- | ----------- | ----- | ----- | ------- | ----- | ------ |
| 1    | Argentinien | 3     | 0     | 239:196 | +43   | 6      |
| 2    | Brasilien   | 2     | 1     | 184:179 | +5    | 4      |
| 3    | Philippinen | 1     | 2     | 192:221 | −29   | 2      |
| 4    | Kanada      | 0     | 3     | 201:220 | −19   | 0      |

| 25. Juli 1952 |                                    | Argentinien | 85 – 59            | Philippinen | Tennispalatsi, Helsinki Zuschauer: 230 Schiedsrichter: Abdel Azim Ashry (EGY), Geza Szilagyi (HUN) |
| 25. Juli 1952 | Punkte pro Halbzeit: 44–30, 41–29. |             |                    |             | Tennispalatsi, Helsinki Zuschauer: 230 Schiedsrichter: Abdel Azim Ashry (EGY), Geza Szilagyi (HUN) |
| 25. Juli 1952 | Punkte: Furlong, Gazsó 14          |             | Punkte: Saldaña 26 |             | Tennispalatsi, Helsinki Zuschauer: 230 Schiedsrichter: Abdel Azim Ashry (EGY), Geza Szilagyi (HUN) |
| 25. Juli 1952 |                                    |             |                    |             | Tennispalatsi, Helsinki Zuschauer: 230 Schiedsrichter: Abdel Azim Ashry (EGY), Geza Szilagyi (HUN) |

| 25. Juli 1952 |                                    | Brasilien | 57 – 55            | Kanada | Tennispalatsi, Helsinki Zuschauer: 1186 Schiedsrichter: Gualtiero Follati (ITA), Yakovos Bilek (URS) |
| 25. Juli 1952 | Punkte pro Halbzeit: 33–27, 24–28. |           |                    |        | Tennispalatsi, Helsinki Zuschauer: 1186 Schiedsrichter: Gualtiero Follati (ITA), Yakovos Bilek (URS) |
| 25. Juli 1952 | Punkte: Mário Jorge 15             |           | Punkte: Pickell 12 |        | Tennispalatsi, Helsinki Zuschauer: 1186 Schiedsrichter: Gualtiero Follati (ITA), Yakovos Bilek (URS) |
| 25. Juli 1952 |                                    |           |                    |        | Tennispalatsi, Helsinki Zuschauer: 1186 Schiedsrichter: Gualtiero Follati (ITA), Yakovos Bilek (URS) |

| 25. Juli 1952 |                                    | Brasilien | 71 – 52                     | Philippinen | Tennispalatsi, Helsinki Zuschauer: 1157 Schiedsrichter: Sergey Sinyakov (URS), Vince Farrell (USA) |
| 25. Juli 1952 | Punkte pro Halbzeit: 32–25, 39–27. |           |                             |             | Tennispalatsi, Helsinki Zuschauer: 1157 Schiedsrichter: Sergey Sinyakov (URS), Vince Farrell (USA) |
| 25. Juli 1952 | Punkte: Zé Luiz 15                 |           | Punkte: Loyzaga, Saldaña 14 |             | Tennispalatsi, Helsinki Zuschauer: 1157 Schiedsrichter: Sergey Sinyakov (URS), Vince Farrell (USA) |
| 25. Juli 1952 |                                    |           |                             |             | Tennispalatsi, Helsinki Zuschauer: 1157 Schiedsrichter: Sergey Sinyakov (URS), Vince Farrell (USA) |

| 25. Juli 1952 |                                    | Argentinien | 82 – 81              | Kanada | Tennispalatsi, Helsinki Zuschauer: 1157 Schiedsrichter: Ernest Chuard (SUI), Miodrag Stefanović (YUG) |
| 25. Juli 1952 | Punkte pro Halbzeit: 42–48, 40–33. |             |                      |        | Tennispalatsi, Helsinki Zuschauer: 1157 Schiedsrichter: Ernest Chuard (SUI), Miodrag Stefanović (YUG) |
| 25. Juli 1952 | Punkte: Furlong 21                 |             | Punkte: Coulthard 23 |        | Tennispalatsi, Helsinki Zuschauer: 1157 Schiedsrichter: Ernest Chuard (SUI), Miodrag Stefanović (YUG) |
| 25. Juli 1952 |                                    |             |                      |        | Tennispalatsi, Helsinki Zuschauer: 1157 Schiedsrichter: Ernest Chuard (SUI), Miodrag Stefanović (YUG) |

| 27. Juli 1952 |                                    | Philippinen | 81 – 65         | Kanada | Tennispalatsi, Helsinki Zuschauer: 1332 Schiedsrichter: Abdel Azim Ashry (EGY), Miodrag Stefanović (YUG) |
| 27. Juli 1952 | Punkte pro Halbzeit: 40–35, 41–30. |             |                 |        | Tennispalatsi, Helsinki Zuschauer: 1332 Schiedsrichter: Abdel Azim Ashry (EGY), Miodrag Stefanović (YUG) |
| 27. Juli 1952 | Punkte: Saldaña 22                 |             | Punkte: Ridd 15 |        | Tennispalatsi, Helsinki Zuschauer: 1332 Schiedsrichter: Abdel Azim Ashry (EGY), Miodrag Stefanović (YUG) |
| 27. Juli 1952 |                                    |             |                 |        | Tennispalatsi, Helsinki Zuschauer: 1332 Schiedsrichter: Abdel Azim Ashry (EGY), Miodrag Stefanović (YUG) |

| 27. Juli 1952 |                                    | Argentinien | 72 – 56            | Brasilien | Tennispalatsi, Helsinki Zuschauer: 1332 Schiedsrichter: Samy Gruia (ROM), Vince Farrell (USA) |
| 27. Juli 1952 | Punkte pro Halbzeit: 31–21, 41–35. |             |                    |           | Tennispalatsi, Helsinki Zuschauer: 1332 Schiedsrichter: Samy Gruia (ROM), Vince Farrell (USA) |
| 27. Juli 1952 | Punkte: Uder 13                    |             | Punkte: Zé Luiz 14 |           | Tennispalatsi, Helsinki Zuschauer: 1332 Schiedsrichter: Samy Gruia (ROM), Vince Farrell (USA) |
| 27. Juli 1952 |                                    |             |                    |           | Tennispalatsi, Helsinki Zuschauer: 1332 Schiedsrichter: Samy Gruia (ROM), Vince Farrell (USA) |

### Gruppe D
| Rang | Nation     | Siege | Ndlg. | Körbe   | Diff. | Punkte |
| ---- | ---------- | ----- | ----- | ------- | ----- | ------ |
| 1    | Frankreich | 3     | 0     | 202:149 | +53   | 6      |
| 2    | Chile      | 2     | 1     | 170:150 | +20   | 4      |
| 3    | Ägypten    | 1     | 2     | 176:221 | −45   | 2      |
| 4    | Kuba       | 0     | 3     | 149:177 | −28   | 0      |

| 25. Juli 1952 |                                    | Frankreich | 92 – 64            | Ägypten | Tennispalatsi, Helsinki Zuschauer: 1186 Schiedsrichter: Miodrag Stefanović (EGY), Vince Farrell (USA) |
| 25. Juli 1952 | Punkte pro Halbzeit: 39–30, 53–34. |            |                    |         | Tennispalatsi, Helsinki Zuschauer: 1186 Schiedsrichter: Miodrag Stefanović (EGY), Vince Farrell (USA) |
| 25. Juli 1952 | Punkte: Perniceni 19               |            | Punkte: Youssef 17 |         | Tennispalatsi, Helsinki Zuschauer: 1186 Schiedsrichter: Miodrag Stefanović (EGY), Vince Farrell (USA) |
| 25. Juli 1952 |                                    |            |                    |         | Tennispalatsi, Helsinki Zuschauer: 1186 Schiedsrichter: Miodrag Stefanović (EGY), Vince Farrell (USA) |

| 25. Juli 1952 |                                    | Chile | 53 – 52          | Kuba | Tennispalatsi, Helsinki Zuschauer: 1186 Schiedsrichter: Ernesto Lastra (ARG), Sergey Sinyakov (URS) |
| 25. Juli 1952 | Punkte pro Halbzeit: 32–32, 21–20. |       |                  |      | Tennispalatsi, Helsinki Zuschauer: 1186 Schiedsrichter: Ernesto Lastra (ARG), Sergey Sinyakov (URS) |
| 25. Juli 1952 | Punkte: Salvadores 11              |       | Punkte: López 12 |      | Tennispalatsi, Helsinki Zuschauer: 1186 Schiedsrichter: Ernesto Lastra (ARG), Sergey Sinyakov (URS) |
| 25. Juli 1952 |                                    |       |                  |      | Tennispalatsi, Helsinki Zuschauer: 1186 Schiedsrichter: Ernesto Lastra (ARG), Sergey Sinyakov (URS) |

| 25. Juli 1952 |                                    | Chile | 74 – 46             | Ägypten | Tennispalatsi, Helsinki Zuschauer: 1157 Schiedsrichter: Jaroslav Pošvář (TCH), Porto (BRA) |
| 25. Juli 1952 | Punkte pro Halbzeit: 47–18, 27–28. |       |                     |         | Tennispalatsi, Helsinki Zuschauer: 1157 Schiedsrichter: Jaroslav Pošvář (TCH), Porto (BRA) |
| 25. Juli 1952 | Punkte: Bernedo 17                 |       | Punkte: Abou Ouf 12 |         | Tennispalatsi, Helsinki Zuschauer: 1157 Schiedsrichter: Jaroslav Pošvář (TCH), Porto (BRA) |
| 25. Juli 1952 |                                    |       |                     |         | Tennispalatsi, Helsinki Zuschauer: 1157 Schiedsrichter: Jaroslav Pošvář (TCH), Porto (BRA) |

| 25. Juli 1952 |                                    | Frankreich | 58 – 42         | Kuba | Tennispalatsi, Helsinki Zuschauer: 1157 Schiedsrichter: Turgut Atakol (TUR), Wladimir Kostin (URS) |
| 25. Juli 1952 | Punkte pro Halbzeit: 30–17, 28–25. |            |                 |      | Tennispalatsi, Helsinki Zuschauer: 1157 Schiedsrichter: Turgut Atakol (TUR), Wladimir Kostin (URS) |
| 25. Juli 1952 | Punkte: Dessemme 20                |            | Punkte: López 9 |      | Tennispalatsi, Helsinki Zuschauer: 1157 Schiedsrichter: Turgut Atakol (TUR), Wladimir Kostin (URS) |
| 25. Juli 1952 |                                    |            |                 |      | Tennispalatsi, Helsinki Zuschauer: 1157 Schiedsrichter: Turgut Atakol (TUR), Wladimir Kostin (URS) |

| 27. Juli 1952 |                                    | Frankreich | 52 – 43            | Chile | Tennispalatsi, Helsinki Zuschauer: 1423 Schiedsrichter: Chong Kyung (KOR), Wladimir Kostin (URS) |
| 27. Juli 1952 | Punkte pro Halbzeit: 25–17, 27–26. |            |                    |       | Tennispalatsi, Helsinki Zuschauer: 1423 Schiedsrichter: Chong Kyung (KOR), Wladimir Kostin (URS) |
| 27. Juli 1952 | Punkte: Perniceni 11               |            | Punkte: Bernedo 23 |       | Tennispalatsi, Helsinki Zuschauer: 1423 Schiedsrichter: Chong Kyung (KOR), Wladimir Kostin (URS) |
| 27. Juli 1952 |                                    |            |                    |       | Tennispalatsi, Helsinki Zuschauer: 1423 Schiedsrichter: Chong Kyung (KOR), Wladimir Kostin (URS) |

| 27. Juli 1952 |                                    | Ägypten | 66 – 55             | Kuba | Tennispalatsi, Helsinki Zuschauer: 1423 Schiedsrichter: Jaroslav Pošvář (TCH), Porto (BRA) |
| 27. Juli 1952 | Punkte pro Halbzeit: 35–28, 31–27. |         |                     |      | Tennispalatsi, Helsinki Zuschauer: 1423 Schiedsrichter: Jaroslav Pošvář (TCH), Porto (BRA) |
| 27. Juli 1952 | Punkte: Youssef 15                 |         | Punkte: Quintero 12 |      | Tennispalatsi, Helsinki Zuschauer: 1423 Schiedsrichter: Jaroslav Pošvář (TCH), Porto (BRA) |
| 27. Juli 1952 |                                    |         |                     |      | Tennispalatsi, Helsinki Zuschauer: 1423 Schiedsrichter: Jaroslav Pošvář (TCH), Porto (BRA) |

## Viertelfinale
Die jeweiligen beiden Gruppenersten qualifizierten sich für die Halbfinalspiele, die Gruppendritten und -vierten qualifizierten sich für die Platzierungsspiele Platz 5 bis 8.

### Gruppe A
| Rang | Nation      | Siege | Ndlg. | Körbe   | Diff. | Punkte |
| ---- | ----------- | ----- | ----- | ------- | ----- | ------ |
| 1    | Uruguay     | 2     | 1     | 194:187 | +7    | 4      |
| 2    | Argentinien | 2     | 1     | 226:174 | +52   | 4      |
| 3    | Bulgarien   | 1     | 2     | 177:220 | −43   | 2      |
| 4    | Frankreich  | 1     | 2     | 178:194 | −16   | 2      |

| 28. Juli 1952 |                                    | Argentinien | 100 – 56         | Bulgarien | Tennispalatsi, Helsinki Zuschauer: 1276 Schiedsrichter: François Van der Perren (BEL), Porto (BRA) |
| 28. Juli 1952 | Punkte pro Halbzeit: 53–29, 47–27. |             |                  |           | Tennispalatsi, Helsinki Zuschauer: 1276 Schiedsrichter: François Van der Perren (BEL), Porto (BRA) |
| 28. Juli 1952 | Punkte: Gazsó 26                   |             | Punkte: Panow 12 |           | Tennispalatsi, Helsinki Zuschauer: 1276 Schiedsrichter: François Van der Perren (BEL), Porto (BRA) |
| 28. Juli 1952 |                                    |             |                  |           | Tennispalatsi, Helsinki Zuschauer: 1276 Schiedsrichter: François Van der Perren (BEL), Porto (BRA) |

| 28. Juli 1952 |                                    | Frankreich | 68 – 66                  | Uruguay | Tennispalatsi, Helsinki Zuschauer: 1984 Schiedsrichter: Vince Farrell (USA), Wladimir Kostin (URS) |
| 28. Juli 1952 | Punkte pro Halbzeit: 38–30, 30–36. |            |                          |         | Tennispalatsi, Helsinki Zuschauer: 1984 Schiedsrichter: Vince Farrell (USA), Wladimir Kostin (URS) |
| 28. Juli 1952 | Punkte: Monclar 14                 |            | Punkte: Acosta y Lara 21 |         | Tennispalatsi, Helsinki Zuschauer: 1984 Schiedsrichter: Vince Farrell (USA), Wladimir Kostin (URS) |
| 28. Juli 1952 |                                    |            |                          |         | Tennispalatsi, Helsinki Zuschauer: 1984 Schiedsrichter: Vince Farrell (USA), Wladimir Kostin (URS) |

| 29. Juli 1952 |                                    | Uruguay | 62 – 54          | Bulgarien | Tennispalatsi, Helsinki Zuschauer: 1110 Schiedsrichter: Gualtiero Follati (ITA), Porto (BRA) |
| 29. Juli 1952 | Punkte pro Halbzeit: 35–27, 27–27. |         |                  |           | Tennispalatsi, Helsinki Zuschauer: 1110 Schiedsrichter: Gualtiero Follati (ITA), Porto (BRA) |
| 29. Juli 1952 | Punkte: Baliño 20                  |         | Punkte: Panow 18 |           | Tennispalatsi, Helsinki Zuschauer: 1110 Schiedsrichter: Gualtiero Follati (ITA), Porto (BRA) |
| 29. Juli 1952 |                                    |         |                  |           | Tennispalatsi, Helsinki Zuschauer: 1110 Schiedsrichter: Gualtiero Follati (ITA), Porto (BRA) |

| 29. Juli 1952 |                                    | Argentinien | 61 – 52            | Frankreich | Tennispalatsi, Helsinki Zuschauer: 1656 Schiedsrichter: Abdel Moneim Wahibi (EGY), Sergey Sinyakov (URS) |
| 29. Juli 1952 | Punkte pro Halbzeit: 31–27, 30–25. |             |                    |            | Tennispalatsi, Helsinki Zuschauer: 1656 Schiedsrichter: Abdel Moneim Wahibi (EGY), Sergey Sinyakov (URS) |
| 29. Juli 1952 | Punkte: Gazsó 12                   |             | Punkte: Beugnot 16 |            | Tennispalatsi, Helsinki Zuschauer: 1656 Schiedsrichter: Abdel Moneim Wahibi (EGY), Sergey Sinyakov (URS) |
| 29. Juli 1952 |                                    |             |                    |            | Tennispalatsi, Helsinki Zuschauer: 1656 Schiedsrichter: Abdel Moneim Wahibi (EGY), Sergey Sinyakov (URS) |

| 30. Juli 1952 |                                    | Bulgarien | 67 – 58            | Frankreich | Tennispalatsi, Helsinki Zuschauer: 1386 Schiedsrichter: Porto (BRA), Wladimir Kostin (URS) |
| 30. Juli 1952 | Punkte pro Halbzeit: 39–23, 23–35. |           |                    |            | Tennispalatsi, Helsinki Zuschauer: 1386 Schiedsrichter: Porto (BRA), Wladimir Kostin (URS) |
| 30. Juli 1952 | Punkte: Panow 14                   |           | Punkte: Beugnot 14 |            | Tennispalatsi, Helsinki Zuschauer: 1386 Schiedsrichter: Porto (BRA), Wladimir Kostin (URS) |
| 30. Juli 1952 |                                    |           |                    |            | Tennispalatsi, Helsinki Zuschauer: 1386 Schiedsrichter: Porto (BRA), Wladimir Kostin (URS) |

| 30. Juli 1952 |                                    | Uruguay | 66 – 65            | Argentinien | Tennispalatsi, Helsinki Zuschauer: 1386 Schiedsrichter: Pietro Reverberi (ITA), Miodrag Stefanović (YUG) |
| 30. Juli 1952 | Punkte pro Halbzeit: 39–31, 27–34. |         |                    |             | Tennispalatsi, Helsinki Zuschauer: 1386 Schiedsrichter: Pietro Reverberi (ITA), Miodrag Stefanović (YUG) |
| 30. Juli 1952 | Punkte: Lombardo 21                |         | Punkte: Furlong 23 |             | Tennispalatsi, Helsinki Zuschauer: 1386 Schiedsrichter: Pietro Reverberi (ITA), Miodrag Stefanović (YUG) |
| 30. Juli 1952 |                                    |         |                    |             | Tennispalatsi, Helsinki Zuschauer: 1386 Schiedsrichter: Pietro Reverberi (ITA), Miodrag Stefanović (YUG) |

### Gruppe B
| Rang | Nation             | Siege | Ndlg. | Körbe   | Diff. | Punkte |
| ---- | ------------------ | ----- | ----- | ------- | ----- | ------ |
| 1    | Vereinigte Staaten | 3     | 0     | 246:166 | +80   | 6      |
| 2    | Sowjetunion        | 2     | 1     | 190:195 | −5    | 4      |
| 3    | Brasilien          | 1     | 2     | 177:155 | +22   | 2      |
| 4    | Chile              | 0     | 3     | 159:256 | −97   | 0      |

| 28. Juli 1952 |                                    | Brasilien | 75 – 44         | Chile | Tennispalatsi, Helsinki Zuschauer: 1276 Schiedsrichter: Abdel Azim Ashry (EGY), Pietro Reverberi (ITA) |
| 28. Juli 1952 | Punkte pro Halbzeit: 36–25, 39–19. |           |                 |       | Tennispalatsi, Helsinki Zuschauer: 1276 Schiedsrichter: Abdel Azim Ashry (EGY), Pietro Reverberi (ITA) |
| 28. Juli 1952 | Punkte: Angelim, Zé Luiz 17        |           | Punkte: Mahn 10 |       | Tennispalatsi, Helsinki Zuschauer: 1276 Schiedsrichter: Abdel Azim Ashry (EGY), Pietro Reverberi (ITA) |
| 28. Juli 1952 |                                    |           |                 |       | Tennispalatsi, Helsinki Zuschauer: 1276 Schiedsrichter: Abdel Azim Ashry (EGY), Pietro Reverberi (ITA) |

| 28. Juli 1952 |                                    | Vereinigte Staaten | 86 – 58             | Sowjetunion | Tennispalatsi, Helsinki Zuschauer: 1984 Schiedsrichter: Abdel Moneim Wahibi (EGY), André Siener (FRA) |
| 28. Juli 1952 | Punkte pro Halbzeit: 36–22, 50–36. |                    |                     |             | Tennispalatsi, Helsinki Zuschauer: 1984 Schiedsrichter: Abdel Moneim Wahibi (EGY), André Siener (FRA) |
| 28. Juli 1952 | Punkte: Kurland 15                 |                    | Punkte: Butautas 16 |             | Tennispalatsi, Helsinki Zuschauer: 1984 Schiedsrichter: Abdel Moneim Wahibi (EGY), André Siener (FRA) |
| 28. Juli 1952 |                                    |                    |                     |             | Tennispalatsi, Helsinki Zuschauer: 1984 Schiedsrichter: Abdel Moneim Wahibi (EGY), André Siener (FRA) |

| 29. Juli 1952 |                                    | Vereinigte Staaten | 103 – 55           | Chile | Tennispalatsi, Helsinki Zuschauer: 1110 Schiedsrichter: Abdel Azim Ashry (EGY), Jaroslav Pošvář (TCH) |
| 29. Juli 1952 | Punkte pro Halbzeit: 47–32, 56–23. |                    |                    |       | Tennispalatsi, Helsinki Zuschauer: 1110 Schiedsrichter: Abdel Azim Ashry (EGY), Jaroslav Pošvář (TCH) |
| 29. Juli 1952 | Punkte: Lovellette 25              |                    | Punkte: Bernedo 12 |       | Tennispalatsi, Helsinki Zuschauer: 1110 Schiedsrichter: Abdel Azim Ashry (EGY), Jaroslav Pošvář (TCH) |
| 29. Juli 1952 |                                    |                    |                    |       | Tennispalatsi, Helsinki Zuschauer: 1110 Schiedsrichter: Abdel Azim Ashry (EGY), Jaroslav Pošvář (TCH) |

| 29. Juli 1952 |                                    | Sowjetunion | 54 – 49             | Brasilien | Tennispalatsi, Helsinki Zuschauer: 1656 Schiedsrichter: Ernest Chuard (SUI), Pietro Reverberi (ITA) |
| 29. Juli 1952 | Punkte pro Halbzeit: 21–25, 33–24. |             |                     |           | Tennispalatsi, Helsinki Zuschauer: 1656 Schiedsrichter: Ernest Chuard (SUI), Pietro Reverberi (ITA) |
| 29. Juli 1952 | Punkte: Moissejew 12               |             | Punkte: da Motta 17 |           | Tennispalatsi, Helsinki Zuschauer: 1656 Schiedsrichter: Ernest Chuard (SUI), Pietro Reverberi (ITA) |
| 29. Juli 1952 |                                    |             |                     |           | Tennispalatsi, Helsinki Zuschauer: 1656 Schiedsrichter: Ernest Chuard (SUI), Pietro Reverberi (ITA) |

| 30. Juli 1952 |                                    | Vereinigte Staaten | 57 – 53            | Brasilien | Tennispalatsi, Helsinki Zuschauer: 1601 Schiedsrichter: Abdel Moneim Wahibi (EGY), Jaroslav Pošvář (TCH) |
| 30. Juli 1952 | Punkte pro Halbzeit: 24–26, 33–27. |                    |                    |           | Tennispalatsi, Helsinki Zuschauer: 1601 Schiedsrichter: Abdel Moneim Wahibi (EGY), Jaroslav Pošvář (TCH) |
| 30. Juli 1952 | Punkte: Lovellette 11              |                    | Punkte: Angelim 16 |           | Tennispalatsi, Helsinki Zuschauer: 1601 Schiedsrichter: Abdel Moneim Wahibi (EGY), Jaroslav Pošvář (TCH) |
| 30. Juli 1952 |                                    |                    |                    |           | Tennispalatsi, Helsinki Zuschauer: 1601 Schiedsrichter: Abdel Moneim Wahibi (EGY), Jaroslav Pošvář (TCH) |

| 30. Juli 1952 |                                    | Sowjetunion | 78 – 60            | Chile | Tennispalatsi, Helsinki Zuschauer: 1601 Schiedsrichter: Ernest Chuard (SUI), Gualtiero Follati (ITA) |
| 30. Juli 1952 | Punkte pro Halbzeit: 41–29, 37–31. |             |                    |       | Tennispalatsi, Helsinki Zuschauer: 1601 Schiedsrichter: Ernest Chuard (SUI), Gualtiero Follati (ITA) |
| 30. Juli 1952 | Punkte: Korkia 38                  |             | Punkte: Bernedo 20 |       | Tennispalatsi, Helsinki Zuschauer: 1601 Schiedsrichter: Ernest Chuard (SUI), Gualtiero Follati (ITA) |
| 30. Juli 1952 |                                    |             |                    |       | Tennispalatsi, Helsinki Zuschauer: 1601 Schiedsrichter: Ernest Chuard (SUI), Gualtiero Follati (ITA) |

## Platzierungsrunde
|  | Halbfinale Platz 5 bis 8 | Halbfinale Platz 5 bis 8 |            |    | Spiel um Platz 5 | Spiel um Platz 5 |
|  |                          |                          |            |    |                  |                  |
|  | Chile                    | 60                       |            |    |                  |                  |
|  | Bulgarien                | 53                       |            |    |                  |                  |
|  |                          |                          |            |    |                  |                  |
|  |                          |                          |            |    |                  |                  |
|  | Chile                    | 58                       |            |    |                  |                  |
|  |                          | Brasilien                | 49         |    |                  |                  |
|  |                          |                          |            |    |                  |                  |
|  | Spiel um Platz 8         |                          |            |    |                  |                  |
|  |                          |                          | Bulgarien  | 58 |                  |                  |
|  | Brasilien                | 59                       | Frankreich | 44 |                  |                  |
|  | Frankreich               | 44                       |            |    |                  |                  |

### Halbfinale Platz 5 bis 8
| 31. Juli 1952 9:00 Uhr |                                    | Chile | 60 – 53          | Bulgarien | Tennispalatsi, Helsinki Zuschauer: 1293 Schiedsrichter: Abdel Moneim Wahibi (EGY), Pietro Reverberi (ITA) |
| 31. Juli 1952 9:00 Uhr | Punkte pro Halbzeit: 37–29, 23–24. |       |                  |           | Tennispalatsi, Helsinki Zuschauer: 1293 Schiedsrichter: Abdel Moneim Wahibi (EGY), Pietro Reverberi (ITA) |
| 31. Juli 1952 9:00 Uhr | Punkte: Mahaña 22                  |       | Punkte: Panow 13 |           | Tennispalatsi, Helsinki Zuschauer: 1293 Schiedsrichter: Abdel Moneim Wahibi (EGY), Pietro Reverberi (ITA) |
| 31. Juli 1952 9:00 Uhr |                                    |       |                  |           | Tennispalatsi, Helsinki Zuschauer: 1293 Schiedsrichter: Abdel Moneim Wahibi (EGY), Pietro Reverberi (ITA) |

| 31. Juli 1952 16:00 Uhr |                                    | Brasilien | 59 – 44            | Frankreich | Tennispalatsi, Helsinki Zuschauer: 1293 Schiedsrichter: Ernesto Lastra (ARG), Yakovos Bilek (TUR) |
| 31. Juli 1952 16:00 Uhr | Punkte pro Halbzeit: 31–26, 28–18. |           |                    |            | Tennispalatsi, Helsinki Zuschauer: 1293 Schiedsrichter: Ernesto Lastra (ARG), Yakovos Bilek (TUR) |
| 31. Juli 1952 16:00 Uhr | Punkte: da Motta 18                |           | Punkte: Monclar 16 |            | Tennispalatsi, Helsinki Zuschauer: 1293 Schiedsrichter: Ernesto Lastra (ARG), Yakovos Bilek (TUR) |
| 31. Juli 1952 16:00 Uhr |                                    |           |                    |            | Tennispalatsi, Helsinki Zuschauer: 1293 Schiedsrichter: Ernesto Lastra (ARG), Yakovos Bilek (TUR) |

### Spiel um Platz 7
| 1. August 1952 9:00 Uhr |                                    | Bulgarien | 58 – 44              | Frankreich | Messuhalli, Helsinki Zuschauer: 1338 Schiedsrichter: Ernesto Lastra (ARG), Vince Farrell (USA) |
| 1. August 1952 9:00 Uhr | Punkte pro Halbzeit: 22–22, 36–22. |           |                      |            | Messuhalli, Helsinki Zuschauer: 1338 Schiedsrichter: Ernesto Lastra (ARG), Vince Farrell (USA) |
| 1. August 1952 9:00 Uhr | Punkte: Panow 12                   |           | Punkte: Vacheresse 9 |            | Messuhalli, Helsinki Zuschauer: 1338 Schiedsrichter: Ernesto Lastra (ARG), Vince Farrell (USA) |
| 1. August 1952 9:00 Uhr |                                    |           |                      |            | Messuhalli, Helsinki Zuschauer: 1338 Schiedsrichter: Ernesto Lastra (ARG), Vince Farrell (USA) |

### Spiel um Platz 5
| 2. August 1952 9:00 Uhr |                                    | Chile | 58 – 49             | Brasilien | Messuhalli, Helsinki Zuschauer: 1495 Schiedsrichter: Ernest Chuard (SUI), Turgut Atakol (TUR) |
| 2. August 1952 9:00 Uhr | Punkte pro Halbzeit: 32–24, 26–25. |       |                     |           | Messuhalli, Helsinki Zuschauer: 1495 Schiedsrichter: Ernest Chuard (SUI), Turgut Atakol (TUR) |
| 2. August 1952 9:00 Uhr | Punkte: Bernedo, Cordero 14        |       | Punkte: da Motta 16 |           | Messuhalli, Helsinki Zuschauer: 1495 Schiedsrichter: Ernest Chuard (SUI), Turgut Atakol (TUR) |
| 2. August 1952 9:00 Uhr |                                    |       |                     |           | Messuhalli, Helsinki Zuschauer: 1495 Schiedsrichter: Ernest Chuard (SUI), Turgut Atakol (TUR) |

## Finalrunde

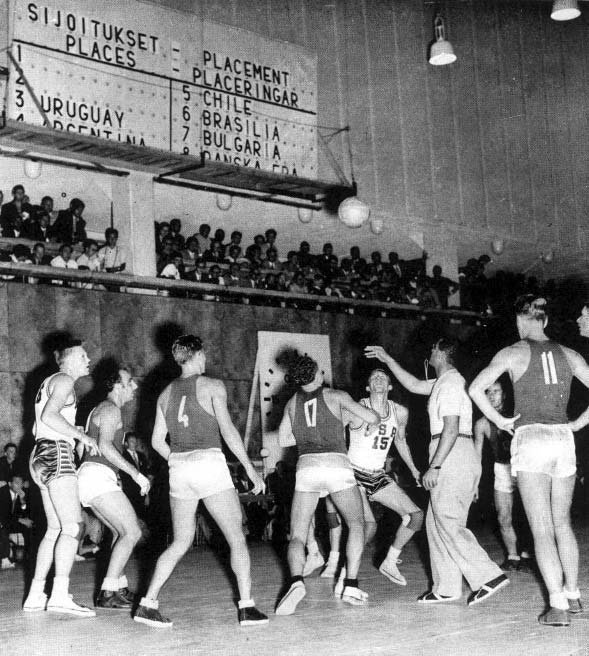
Szene aus dem Spiel um Platz 1, USA gegen die Sowjetunion

|  | Halbfinale         | Halbfinale         |             |    | Finale | Finale |
|  |                    |                    |             |    |        |        |
|  | Sowjetunion        | 61                 |             |    |        |        |
|  | Uruguay            | 57                 |             |    |        |        |
|  |                    |                    |             |    |        |        |
|  |                    |                    |             |    |        |        |
|  | Sowjetunion        | 25                 |             |    |        |        |
|  |                    | Vereinigte Staaten | 36          |    |        |        |
|  |                    |                    |             |    |        |        |
|  | Spiel um Bronze    |                    |             |    |        |        |
|  |                    |                    | Uruguay     | 68 |        |        |
|  | Vereinigte Staaten | 85                 | Argentinien | 59 |        |        |
|  | Argentinien        | 76                 |             |    |        |        |

### Halbfinale
| 31. Juli 1952 9:00 Uhr |                                    | Sowjetunion | 61 – 57                  | Uruguay | Messuhalli, Helsinki Zuschauer: 1938 Schiedsrichter: Ernest Chuard (SUI), François Van der Perren (BEL) |
| 31. Juli 1952 9:00 Uhr | Punkte pro Halbzeit: 31–28, 30–29. |             |                          |         | Messuhalli, Helsinki Zuschauer: 1938 Schiedsrichter: Ernest Chuard (SUI), François Van der Perren (BEL) |
| 31. Juli 1952 9:00 Uhr | Punkte: Korkia 21                  |             | Punkte: Acosta y Lara 15 |         | Messuhalli, Helsinki Zuschauer: 1938 Schiedsrichter: Ernest Chuard (SUI), François Van der Perren (BEL) |
| 31. Juli 1952 9:00 Uhr |                                    |             |                          |         | Messuhalli, Helsinki Zuschauer: 1938 Schiedsrichter: Ernest Chuard (SUI), François Van der Perren (BEL) |

| 31. Juli 1952 16:00 Uhr |                                    | Vereinigte Staaten | 85 – 76             | Argentinien | Messuhalli, Helsinki Zuschauer: 1938 Schiedsrichter: Abdel Azim Ashry (EGY), André Siener (FRA) |
| 31. Juli 1952 16:00 Uhr | Punkte pro Halbzeit: 43–39, 42–37. |                    |                     |             | Messuhalli, Helsinki Zuschauer: 1938 Schiedsrichter: Abdel Azim Ashry (EGY), André Siener (FRA) |
| 31. Juli 1952 16:00 Uhr | Punkte: Lovellette 27              |                    | Punkte: González 22 |             | Messuhalli, Helsinki Zuschauer: 1938 Schiedsrichter: Abdel Azim Ashry (EGY), André Siener (FRA) |
| 31. Juli 1952 16:00 Uhr |                                    |                    |                     |             | Messuhalli, Helsinki Zuschauer: 1938 Schiedsrichter: Abdel Azim Ashry (EGY), André Siener (FRA) |

### Spiel um Bronze
| 1. August 1952 16:00 Uhr |                                    | Uruguay | 68 – 59          | Argentinien | Messuhalli, Helsinki Zuschauer: 1856 Schiedsrichter: Abdel Moneim Wahibi (EGY), Gualtiero Follati (ITA) |
| 1. August 1952 16:00 Uhr | Punkte pro Halbzeit: 31–24, 37–35. |         |                  |             | Messuhalli, Helsinki Zuschauer: 1856 Schiedsrichter: Abdel Moneim Wahibi (EGY), Gualtiero Follati (ITA) |
| 1. August 1952 16:00 Uhr | Punkte: Lombardo 23                |         | Punkte: Gazsó 19 |             | Messuhalli, Helsinki Zuschauer: 1856 Schiedsrichter: Abdel Moneim Wahibi (EGY), Gualtiero Follati (ITA) |
| 1. August 1952 16:00 Uhr |                                    |         |                  |             | Messuhalli, Helsinki Zuschauer: 1856 Schiedsrichter: Abdel Moneim Wahibi (EGY), Gualtiero Follati (ITA) |

### Finale
| 2. August 1952 16:00 Uhr |                                    | Vereinigte Staaten | 36 – 25          | Sowjetunion | Messuhalli, Helsinki Zuschauer: 2686 Schiedsrichter: Abdel Moneim Wahibi (EGY), François Van der Perren (BEL) |
| 2. August 1952 16:00 Uhr | Punkte pro Halbzeit: 17–15, 19–10. |                    |                  |             | Messuhalli, Helsinki Zuschauer: 2686 Schiedsrichter: Abdel Moneim Wahibi (EGY), François Van der Perren (BEL) |
| 2. August 1952 16:00 Uhr | Punkte: Lovellette 9               |                    | Punkte: Korkia 8 |             | Messuhalli, Helsinki Zuschauer: 2686 Schiedsrichter: Abdel Moneim Wahibi (EGY), François Van der Perren (BEL) |
| 2. August 1952 16:00 Uhr |                                    |                    |                  |             | Messuhalli, Helsinki Zuschauer: 2686 Schiedsrichter: Abdel Moneim Wahibi (EGY), François Van der Perren (BEL) |

## Endstand
| Platz | Nation             | Athleten |
| ----- | ------------------ | --- |
|       | Vereinigte Staaten | Howie Williams, Dan Pippin, Frank McCabe, Clyde Lovellette, William Lienhard, Bob Kurland, Bob Kenney, Dean Kelley, John Frederick Keller, Bill Hougland, Charlie Hoag, Wayne Glasgow, Marc Freiberger, Ron Bontemps |
|       | Sowjetunion        | Kazys Petkevičius, Juri Oserow, Maigonis Valdmanis, Stanislovas Stonkus, Heino Kruus, Justinas Lagunavičius, Stepas Butautas, Joann Lõssov, Ilmar Kullam, Wiktor Wlassow, Anatoli Konew, Alexander Moissejew, Nodar Dschordschikia, Otar Korkia |
|       | Uruguay            | Martín Acosta y Lara Díaz, Enrique Baliño Pavón, Victorio Cieslinskas Zinevicaite, Héctor J. Costa Massironi, Nelson W. Demarco Riccardi, Héctor García Otero, Sergio A. Matto Suárez, Roberto J. Lovera Vidal, Adesio R. Lombardo Rossi, Tabaré Larre Borges Gallarreta, Wilfredo A. Peláez Esmite, Carlos Roselló Betbeze |
| 4     | Argentinien        | Leopoldo Contarbio, Hugo del Vecchio, Oscar Furlong, Juan Gazsó, Ricardo González, Rafael Lledó, Alberto López, Rubén Menini, Omar Monza, Rubén Pagliari, Raúl Pérez Varela, Ignacio Poletti, Juan Uder und Roberto Viau |
| 5     | Chile              | Pedro Araya Zabala, Rufino Bernedo, Eduardo Cordero Fernández, Hugo Fernández Diez, Ezequiel Figueroa Reyes, Juan José Gallo Chinchilla, Víctor Mahana Badrie, Eric Mahn Godoy, Juan Ostoic Ostoic, Hermán Raffo Abarca, Hermán Ramos Muñoz, Álvaro Salvadores und Orlando Silva Infante |
| 6     | Brasilien          | Angelim, Bráz, Raymundo Carvalho dos Santos, Mário Jorge, Almir Nelson de Almeida, Algodão, Ruy de Freitas, Mayr Facci, Tião, Godinho, Thales Monteiro, Alfredo da Motta und Zé Luiz |
| 7     | Bulgarien          | Christo Dontschew, Ilija Georgiew, Konstantin Georgiew, Gencho Khristow, Anton Kusow, Wasil Manchenko, Nejcho Nejchew, Ivan Nikolow, Georgi Panow, Wesselin Penkow, Wladimir Sawow, Kiril Semow, Petar Shishkow, Konstantin Totew |
| 8     | Frankreich         | André Buffière, André Chavet, René Chocat, Robert Crost, Jacques Dessemme, Louis Devoti, Robert Guillin, Roger Haudegand, Robert Monclar, Jean Perniceni, Bernard Planque, Jean-Pierre Salignon und André Vacheresse |
| 9     | Ägypten            | Youssef Mohamed Abbas, Youssef Kamal Mohamed Abou-Ouf, Fouad Abdel Meguid Abu el Kheir, Mohamed Medhat Bahgat, Armand Philippe Catafago, Georges Jean Chalhoub, Mohamed Ezz Eldin Aly Ahmed el Rashidy, Abdelrahman Ismail Hafez, Zaki Selim Ibrahim Harari, Sami Mansour, Medhat Youssef Mohamad, Hussein Kamal Montassir, Fahmy Raymond Sabounghi und Albert Fahmy Tadros |
| 9     | Finnland           | Kalevi Heinänen, Esko Karhunen, Juhani Kyöstilä, Pentti Laaksonen, Olavi Lahtinen, Raimo Lindholm, Pertti Mutru, Raine Nuutinen, Tapio Pöyhönen, Tuomo Ristola, Eero Salonen, Timo Suviranta, Kalevi Sylander und Oiva Virtanen |
| 9     | Kanada             | Woody Campbell, Bill Coulthard, Red Curren, Chuck Dalton, Bill Pataky, Glenn Pettinger, Bob Phibbs, Bernie Pickell, Carl Ridd, Bobby Simpson, Harry Wade, George Wearring und Roy Williams |
| 9     | Kuba               | Carlos Bea Blanes, Felipe de la Pozas y Piad, Alberto Escoto Valdés, Armando Estrada Rivero, Alfredo Faget Otazo, Casimiro García Artime, Juan García García, R. Carlos García Ordoñez, Federico López Garviso, Mario Quintero Padrón, Fabio Ruiz Vinajeras und Ramón Wiltz Bucelo |
| 9     | Mexiko             | Rubén Almanza García, Carlos José Bru Villarreal, Jorge Cardiel Gaytán, José de la Cruz Cabrera Gándara, Héctor Guerrero Delgado, Emilio López Enríquez, Filiberto Manzo Hernández, José Meneses Luna, Sergio Olguín Fierro, Fernando Rojas Herrera, José Rojas Herera, Rolando Rubalcava Peña und José Pioquinto Soto Villanueva |
| 9     | Philippinen        | Florentino Bautista, Ramón Campos, Antonio Genato, José Gochangco, Rafael Hechanova, Eduardo Lim, Carlos Loyzaga, Antonio Luis Martínez, Ponciano Saldaña, Meliton Santos, Antonio Tantay und Mariano Tolentino |
| 9     | Tschechoslowakei   | Jiří Baumruk, Miroslav Baumruk, Zdeněk Bobrovský, Josef Ezr, Eugen Horniak, Miroslav Kódl, Luboš Kolář, Jan Kozák, Jiří Matoušek, Ivan Mrázek, Zdeněk Rylich, Jaroslav Šíp, Miroslav Škeřík und Jaroslav Tětiva |
| 9     | Ungarn             | László Bánhegyi, Pál Bogár, György Bokor, Tibor Cselkó, Tibor Czinkán, János Greminger, László Hódi, Ede Komáromi, Tibor Mezőfi, Péter Papp, János Simon, György Telegdy und Tibor Zsíros |
| 17    | Belgien            | Jules Boes, Jan Ceulemans, Henri Coosemans, Henri Crick, Yves Delsarte, Josef du Jardin, Johannes Ducheyne, Jef Eygel, Désiré Ligon, Julien Meuris, Félix Roosemont, Alexis van Gils und Pierre van Huele |
| 17    | Griechenland       | Stelios Arvanitis (Panathinaikos), Themistokles Cholevas (Panellinios), Ioannis Lambrou (Panathinaikos), Panayiotis Manias (Panellinios), Phaedon Mathaiou (Panathinaikos), Nikolaos Milas (Panathinaikos), Konstantinos Papadimas (Panellinios), Aristidis Roubanis (Panellinios), Alexandros Spanoudakis (Olympiacos), Ioannis Spanoudakis (Olympiacos), Dimitrios Stefanidis (Panellinios) und Dimitrios Taliadoros (XAN Thessaloniki)                                                                            |
| 17    | Israel             | Eliahu Amiel (Hapoel Holon), Moshe Daniel-Levy (Hapoel Maayan Barukh), Dan Erez-Buxenbaum (Hapoel Tel Aviv), Reuben Fecher-Perach (Hapoel Mizra), Mordechai-Marcel Hefez (Hapoel Holon), Ralph Klein (Raphael Ram) (Maccabi Tel Aviv), Menahem Kurman-Degani (Maccabi Tel Aviv), Amos Lin-Linkovsky (Hapoel Mishmar Ha'emek), Zekarya Ofri (Maccabi Tel Aviv), Shimon Shelah-Schmuckler (Hapoel Tel Aviv), Abraham Shneior (Maccabi Tel Aviv), Yehuda Wiener-Gafni (Maccabi Tel Aviv) und Fredi Cohen (Hapoel Holon) |
| 17    | Italien            | Giorgio Bongiovanni, Achille Canna, Carlo Cerioni, Giordano Damiani, Sergio Ferriani, Sergio Marelli, Federico Marietti, Enrico Pagani, Fabio Presca, Renzo Ranuzzi, Luigi Rapini, Sergio Stefanini und Dino Zucchi |
| 17    | Rumänien           | Cornel Călugăreanu, Gheorghe Constantinide, Grigore Costescu, Andrei Folbert, Ladislau Mokos, Liviu Naghi, Mihai Nedef, Cezar Niculescu, Dan Niculescu, Adrian Petroşanu, Vasile Popescu, Emanoil Răducanu und Constanin Herold |
| 17    | Schweiz            | Pierre Albrecht, Henri Baumann, Marc Bossy, René Chiappino, Maurice Chollet, Gerald Cottier, Roger Domenjoz, Marcel Moget, Roger Prahin, Jacques Redard, Bernard Schmied, Georges Stockly, Jean-Pierre Voisin und René Wohler |
| 17    | Türkei             | Yüksel Alkan, Altan Dinçer, Nejat Diyarbakırlı, Yalçın Granit, Sadi Gülçelik, Yılmaz Gündüz, Erdoğan Partener, Sacit Seldüz, Turhan Tezol, Güney Ülmen, Ali Uras und Mehmet Ali Yalım |